# N4 (Kamerun)
Die N4 ist eine Fernstraße in Kamerun, die in Obala an der Ausfahrt der N1 beginnt und in Bafoussam an der Zufahrt zur N6 endet. In Bandjoun kreuzt sie mit der N5. Sie ist 252 Kilometer lang.